# RuPaul's Drag Race UK (sesta edizione)
La sesta edizione di RuPaul's Drag Race UK andrà in onda sulla rete televisiva BBC Three e sulla piattaforma streaming BBC iPlayer dal 26 settembre 2024.
La stagione è stata confermata nel settembre 2023, durante la trasmissione dell'edizione precedente, ed è stata successivamente registrata a gennaio 2024.
Il 3 settembre 2024 vengono annunciate le dodici concorrenti, provenienti da tutto il Regno Unito, con hanno l'obiettivo di essere incoronate come la prossima UK's Next Drag Superstar.
Kyran Thrax, vincitrice dell'edizione, ha guadagnato come premio 25000 £, una corona e uno scettro di Fierce Drag Jewel.

## Concorrenti
Le dodici concorrenti che hanno preso parte al reality show sono state:
| Concorrente     | Vero nome           | Età | Città                          | Posizionamento |
| --------------- | ------------------- | --- | ------------------------------ | -------------- |
| Kyran Thrax     | Kyran Peet          | 26  | Lancashire – Inghilterra       | Vincitrice     |
| La Voix         | Chris Dennis        | 43  | Stockton-on-Tees – Inghilterra | 2º posto       |
| Marmalade       | Jack Bourton        | 24  | Cardiff – Galles               | 3º/4º posto    |
| Rileasa Slaves  | Kiraly Saint Claire | 32  | Londra – Inghilterra           | 3º/4º posto    |
| Lill            | Paddy Redmond       | 35  | Manchester – Inghilterra       | 5º posto       |
| Charra Tea      | James Martin        | 23  | Belfast – Irlanda del Nord     | 6º posto       |
| Actavia         | Charlie Lindsay     | 21  | Gwynedd – Galles               | 7º posto       |
| Chanel O'Conor  | Conor MacDonald     | 25  | Isola di Bute – Scozia         | 8º posto       |
| Kiki Snatch     | Keziah Lou-Xander   | 25  | Londra – Inghilterra           | 9º posto       |
| Zahirah Zapanta | Marco Zapanta       | 28  | Nottingham – Inghilterra       | 10º posto      |
| Dita Garbo      | Dan Laws            | 48  | Folkestone – Inghilterra       | 11º posto      |
| Saki Yew        | Jeffrey Trinidad    | 33  | Manchester – Inghilterra       | 12º posto      |

## Tabella eliminazioni
| Ordine | Episodi   | Episodi   | Episodi   | Episodi   | Episodi   | Episodi   | Episodi   | Episodi   | Episodi   | Episodi        | Episodi |
| Ordine | 1         | 2         | 3         | 4         | 5         | 6         | 7         | 8         | 9         | 10             |         |
| ------ | --------- | --------- | --------- | --------- | --------- | --------- | --------- | --------- | --------- | -------------- | ------- |
| 1      | Kyran     | Lill      | Kyran     | Rileasa   | La Voix   | Kyran     | La Voix   | Marmalade | La Voix   | Kyran Thrax    |         |
| 2      | La Voix   | Chanel    | Marmalade | Kyran     | Marmalade | La Voix   | Kyran     | Kyran     | Kyran     | La Voix        |         |
| 3      | Actavia   | Marmalade | Rileasa   | Kiki      | Lill      | Charra    | Marmalade | La Voix   | Marmalade | Marmalade      |         |
| 4      | Kiki      | Kyran     | Lill      | La Voix   | Kyran     | Marmalade | Rileasa   | Lill      | Rileasa   | Rileasa Slaves |         |
| 5      | Lill      | Charra    | La Voix   | Charra    | Chanel    | Lill      | Charra    | Rileasa   | Lill      |                |         |
| 6      | Rileasa   | La Voix   | Chanel    | Actavia   | Rileasa   | Actavia   | Lill      | Charra    |           |                |         |
| 7      | Chanel    | Dita      | Actavia   | Chanel    | Charra    | Rileasa   | Actavia   |           |           |                |         |
| 8      | Zahirah   | Rileasa   | Charra    | Marmalade | Actavia   | Chanel    |           |           |           |                |         |
| 9      | Charra    | Actavia   | Zahirah   | Lill      | Kiki      |           |           |           |           |                |         |
| 10     | Saki      | Kiki      | Kiki      | Zahirah   |           |           |           |           |           |                |         |
| 11     | Dita      | Zahirah   | Dita      |           |           |           |           |           |           |                |         |
| 12     | Marmalade | Saki      |           |           |           |           |           |           |           |                |         |

     La concorrente ha vinto la gara
     La concorrente è arrivata in finale ma non ha vinto la gara
     La concorrente è arrivata in finale, ma è stata eliminata
     La concorrente ha vinto la puntata
     La concorrente figura tra le prime, si è esibita in playback ma ha perso
     La concorrente figura tra le prime ma non ha vinto la puntata
     La concorrente è salva e accede alla puntata successiva (l'ordine di chiamata è casuale)
     La concorrente figura tra le ultime ma non è a rischio eliminazione
     La concorrente figura tra le ultime ed è a rischio eliminazione
     La concorrente è stata eliminata
     La concorrente ha dovuto abbandonare la competizione per motivi medici.

## Giudici
- RuPaul
- Michelle Visage
- Alan Carr
- Graham Norton

### Giudici ospiti
- AJ Odudu
- Alison Goldfrapp
- Amanda Holden
- Beverley Knight
- Claire Richards
- Mabel
- Kristen McMenamy
- Simon Le Bon
- Siobhán McSweeney

## Special Guest
- Alexandra Burke
- Ian Masterson
- Raven
- Jon Lee
- Rachel Stevens
- Aaron Renfree
- Claudimar Neto

## Riassunto episodi

### Episodio 1 –Cabaret Talent Show
Il primo episodio della sesta edizione britannica si apre con le concorrenti che entrano nell'atelier. La prima ad entrare è Rileasa Slaves, l'ultima è Dita Garbo. RuPaul fa il suo ingresso annunciando l'inizio di una nuova edizione, dando il benvenuto alle concorrenti e annunciando che, in questa edizione, la vincitrice otterrà un premio in denaro del valore di 25000 £.
- La sfida principale: le concorrenti prendono parte al Tickety Boo Cabaret Club Talent Show, una gara di talenti, esibendosi davanti ai giudici. Le concorrenti decidono di esibirsi nelle seguenti categorie:

| Concorrente     | Talento dell'esibizione |
| --------------- | ----------------------- |
| La Voix         | Canto                   |
| Actavia         | Lip sync e ballo        |
| Lill            | Cabaret                 |
| Kiki Snatch     | Canto                   |
| Zahirah Zapanta | Lip sync e ballo        |
| Marmelade       | Monologo                |
| Rileasa Slaves  | Lip sync e ballo        |
| Charra Tea      | Tutorial comico         |
| Chanel O'Conor  | Canto e cabaret         |
| Dita Garbo      | Canto e ballo           |
| Saki Yew        | Burlesque comico        |
| Kyran Thrax     | Cabaret                 |

Giudice ospite della puntata è Alison Goldfrapp. Il tema della sfilata è Queen of Your Hometown, dove le concorrenti devono sfoggiare un abito ispirato alla loro città di origine. Prima dei giudizi, RuPaul annuncia che la migliore della puntata riceverà l'immunità dall'eliminazione nel prossimo episodio. Successivamente dichiara Chanel, Zahirah, Charra, Saki, Dita e Marmelade salve, e lascia le altre concorrenti sul palco per le critiche. Visto l'ottimo lavoro di tutte le concorrenti, RuPaul annuncia che non ci sarà nessuna eliminazione e che le due concorrenti con il punteggio più alto si sfideranno in un playback della vittoria per decretare la migliore della puntata. Kyran Thrax e La Voix vengono nominate le migliori della sfida.
- Il playback della vittoria: Kyran Thrax e La Voix vengono chiamate ad esibirsi con la canzone Ooh La La dei Goldfrapp. Kyran Thrax viene dichiarata vincitrice del playback e, inoltre, viene proclamata anche la migliore della puntata.

### Episodio 2 –Stitch & Strut
Il secondo episodio si apre con le concorrenti che rientrano nell'atelier dopo il playback della vittoria, con Kyran al settimo cielo per aver vinto la prima sfida della stagione e di essere la prima concorrente britannica a ricevere l'immunità nella storia dello show. Successivamente alcune concorrenti affermano che sono determinate a dare il loro meglio nella prossima sfida.
- La sfida principale: le concorrenti, divise in quattro gruppi, devono realizzare una linea di outfit usando unicamente i materiali che troveranno all'interno di alcune stanze della casa di RuPaul. RuPaul ritorna nell'atelier, per vedere come le concorrenti procedono con la creazione degli abiti, offrendo inoltre consigli su come eccellere in una sfida di design.

Il giorno seguente le concorrenti ritornano nell'atelier, dove viene notato che Saki cammina usando delle stampelle, con quest'ultima che annuncia il suo ritiro dalla competizione a causa di un grave infortunio al ginocchio.
| Casa di moda                  | Concorrenti e Categorie | Concorrenti e Categorie | Concorrenti e Categorie | Tema della stanza         |
| Casa di moda                  | Cocktail Party          | Lady Boss               | Red Carpet              | Tema della stanza         |
| ----------------------------- | ----------------------- | ----------------------- | ----------------------- | ------------------------- |
| The House of Kard$            | Zahirah Zapanta         | Kyran Thrax             | Actavia                 | Stanza sala giochi        |
| The House of Cellar McCartney | Charra Tea              | La Voix                 | Kiki Snatch             | Stanza di Michelle Visage |
| Haus of Mirrors               | Saki Yew                | Dita Garbo              | Rileasa Slaves          | Stanza disco              |
| Haus of Zen                   | Chanel O'Conor          | Lill                    | Marmelade               | Stanza del benessere      |

Giudice ospite della puntata è Kristen McMenamy. Il tema della sfilata è House of Fashion Week, dove le concorrenti devono presentare l'outfit appena creato. RuPaul dichiara Kyran, Charra, La Voix, Dita e Rileasa salve, e lascia le altre concorrenti sul palco per le critiche. Visto il ritiro di Saki Yew, RuPaul annuncia che non ci sarà nessuna eliminazione e che le tre concorrenti con il punteggio più alto si sfideranno in un playback della vittoria per decretare la migliore della puntata. Chanel O'Conor, Lill e Marmelade vengono nominate le migliori della sfida.
- Il playback della vittoria: Chanel O'Conor, Lill e Marmelade vengono chiamate ad esibirsi con la canzone Tension di Kylie Minogue. Lill viene dichiarata vincitrice del playback e, inoltre, viene proclamata anche la migliore della puntata.

### Episodio 3 –Brit-flicks
Il terzo episodio si apre con le concorrenti che rientrano nell'atelier dopo il playback della vittoria, con Chanel poco entusiasta della mancata vittoria, dal momento che aveva confezionato sia il suo abito che quello di Lill, oltre a criticare l'impegno di Marmelade nella sfida a squadre. Quest'ultima non ritiene l'atteggiamento di Chanel corretto, dando inizio a una discussione accesa. Il giorno successivo, Chanel si scusa con le altre per come si è comportata.
- La mini sfida: le concorrenti vengono chiamate ad assegnarsi a vicenda le seguenti categorie: Perky: Giving The Best Vibe, Pants: The Weakest Competition, Basic: The Most Basic, Wet Blanket: The Girl Who Needs to Have More Fun, Stomping On The Competition: The Strongest Competitor, Big Headed: The Biggest Ego. Le concorrenti "premiate" sono state rispettivamente Zahirah Zapanta, Charra Tea, Zahirah Zapanta, Chanel O'Conor, Kyran Thrax e La Voix.
- La sfida principale: le concorrenti, divise in squadre, devono recitare in delle parodie di vari film romantici. Avendo ricevuto le nomine peggiori, Charra e Zahirah saranno i capitani e potranno scegliere i membri della propria squadra. Charra per il suo team Actavia, Kiki, Marmelade e Dita, mentre Zahirah sceglie La Voix, Kyran, Lill e Rileasa. L'esclusa dalla scelta è stata Chanel, che ha avuto l'opportunità di scegliere con quale gruppo unirsi, scegliendo quello di Zahirah. Una volte assegnati i ruoli, le concorrenti raggiungono Michelle Visage, che aiuterà a produrre le parodie nel ruolo di regista.

| Pellicola                 | Concorrente     | Personaggio interpretato    |
| ------------------------- | --------------- | --------------------------- |
| Hate, Actually            | Chanel O'Conor  | Karen, The Flight Attendant |
| Hate, Actually            | Kyran Thrax     | Hugh Grunt                  |
| Hate, Actually            | La Voix         | Martine McLuncheon          |
| Hate, Actually            | Lill            | Emma Frumpson               |
| Hate, Actually            | Rileasa Slaves  | Sami                        |
| Hate, Actually            | Zahirah Zapanta | Kara Nightie                |
| 40 Funerals and A Wedding | Actavia         | Hugh Grunt                  |
| 40 Funerals and A Wedding | Charra Tea      | Vicar of Dribbly            |
| 40 Funerals and A Wedding | Dita Garbo      | Bridget                     |
| 40 Funerals and A Wedding | Kiki Snatch     | Julia Noberts               |
| 40 Funerals and A Wedding | Marmelade       | Kate Winging/Rosie          |

Giudice ospite della puntata è Simon Le Bon. Il tema della sfilata è New Romantics, dove le concorrenti devono sfoggiare un abito ispirato dall'omonimo genere musicale. RuPaul dichiara Lill, La Voix, Chanel, Actavia e Charra salve, e lascia le altre concorrenti sul palco per le critiche. Dita Garbo e Kiki Snatch sono le peggiori, mentre Kyran Thrax è la migliore della puntata.
- L'eliminazione: Dita Garbo e Kiki Snatch vengono chiamate ad esibirsi con la canzone Girls on Film dei Duran Duran. Kiki Snatch si salva, mentre Dita Garbo viene eliminata dalla competizione.

### Episodio 4 –Ghoul Power
Il quarto episodio si apre con le concorrenti che rientrano nell'atelier dopo l'eliminazione di Dita, con Kiki e Zahirah grate per aver ricevuto una seconda possibilità per mostrare ai giudici tutte le loro qualità. Intanto le concorrenti si complimentano con Kyran per la sua seconda vittoria e discutono su come sia diventata la concorrente da battere.
- La sfida principale: le concorrenti, divise in due gruppi, devono scrivere, produrre e coreografare un numero da girl group. Il primo gruppo è composto da Charra, Rileasa, Lill, Kiki e La Voix, mentre il secondo è composto da Chanel, Zahirah, Marmelade, Actavia e Kyran. Una volta scritto il pezzo, le concorrenti raggiungono Michelle Visage e Ian Masterson che danno loro consigli e aiuto per la registrazione del pezzo. Successivamente ogni gruppo raggiunge il palco principale per organizzare la coreografia, il gruppo di Zahirah ha avuto problemi sull'organizzazione della coreografia, mentre il gruppo di Kiki è molto preparato per l'esibizione.

| Concorrenti     | Nome girl group  | Brano della performance                  |
| --------------- | ---------------- | ---------------------------------------- |
| Charra Tea      | The Things       | "Dead or Alive" (The Things Remix)       |
| Kiki Snatch     | The Things       | "Dead or Alive" (The Things Remix)       |
| La Voix         | The Things       | "Dead or Alive" (The Things Remix)       |
| Lill            | The Things       | "Dead or Alive" (The Things Remix)       |
| Rileasa Slaves  | The Things       | "Dead or Alive" (The Things Remix)       |
| Actavia         | Dracula's Childs | "Dead or Alive" (Dracula's Childs Remix) |
| Chanel O'Conor  | Dracula's Childs | "Dead or Alive" (Dracula's Childs Remix) |
| Kyran Thrax     | Dracula's Childs | "Dead or Alive" (Dracula's Childs Remix) |
| Marmelade       | Dracula's Childs | "Dead or Alive" (Dracula's Childs Remix) |
| Zahirah Zapanta | Dracula's Childs | "Dead or Alive" (Dracula's Childs Remix) |

Giudice ospite della puntata è Mabel. Il tema della sfilata è Call Me Mother Nature, dove le concorrenti devono sfoggiare un abito ispirato dalla natura. RuPaul dichiara La Voix, Charra, Actavia e Chanel salve, e lascia le altre concorrenti sul palco per le critiche. Lill e Zahirah Zapanta sono le peggiori, mentre Rileasa Slaves è la migliore della puntata.
- L'eliminazione: Lill e Zahirah Zapanta vengono chiamate ad esibirsi con la canzone Don't Call Me Up di Mabel. Lill si salva, mentre Zahirah Zapanta viene eliminata dalla competizione.

### Episodio 5 –Sofa Showdown
Il quinto episodio si apre con le concorrenti che rientrano nell'atelier dopo l'eliminazione di Zahirah, con Lill dispiaciuta di aver eliminato una persona che trasmetteva molta positività all'interno del gruppo. Successivamente le altre si congratulano con Rileasa per la sua vittoria e discutono su come certe persone sono state costantemente salve durante la competizione.
- La mini sfida: le concorrenti, in onore del Graham Norton Show, devono sedersi su una sedia meccanica cercando di dire qualcosa di esilarante a RuPaul e Raven. La vincitrice della mini sfida è Kiki Snatch.
- La sfida principale: le concorrenti, divise in due gruppi, prendono parte ad un'edizione speciale del Graham Norton Show, dove dovranno improvvisare un'intervista di gruppo con l'omonimo presentatore davanti ai giudici ed un pubblico dal vivo. Avendo vinto la mini sfida, Kiki ha la possibilità di scegliere i componenti del suo team, scegliendo La Voix, Kyran, Marmelade e Lill; mentre Chanel, Charra, Actavia e Rileasa faranno parte del secondo gruppo. RuPaul ritorna nell'atelier per vedere come procedono i preparativi della sfida ed offre consigli su come eccellere in una sfida d'improvvisazione.

Giudice ospite della puntata è Claire Richards. Il tema della sfilata è How's Your Headpiece?, dove le concorrenti devono sfoggiare un abito con un copricapo stravagante. RuPaul dichiara Kyran, Chanel e Rileasa salve, e lascia le altre concorrenti sul palco per le critiche. Kiki Snatch e Actavia sono le peggiori, mentre La Voix è la migliore della puntata.
- L'eliminazione: Kiki Snatch e Actavia vengono chiamate ad esibirsi con la canzone Let's Dance di David Bowie. Actavia si salva, mentre Kiki Snatch viene eliminata dalla competizione.

### Episodio 6 –Snatch Game
Il sesto episodio si apre con le concorrenti che rientrano nell'atelier dopo l'eliminazione di Kiki, con Rileasa triste per una sua cara amica. Successivamente le altre si congratulano con La Voix per la sua vittoria, mentre Charra è determinata ad essere tra le migliori seguendo anche i consigli offerti dai giudici.
- La mini sfida: le concorrenti devono "leggersi" a vicenda, ovvero dire qualcosa di cattivo ma facendolo in modo scherzoso. La vincitrice della mini sfida è La Voix.
- La sfida principale:  le concorrenti prendono parte alla sfida più attesa in ogni edizione dello show, lo Snatch Game. Jon Lee e Rachel Stevens sono i concorrenti del gioco. Le concorrenti devono scegliere una celebrità e impersonarla per l'intero gioco, con lo scopo di essere il più divertenti possibili. RuPaul ritorna nell'atelier per vedere quali personaggi sono stati scelti, inoltre, aiuta le concorrenti con vari consigli per dare il meglio nel gioco. Le celebrità scelte dai concorrenti sono state:

| Concorrente    | Celebrità impersonata |
| -------------- | --------------------- |
| Actavia        | Dragone gallese       |
| Chanel O'Conor | Miss Coco Peru        |
| Charra Tea     | Nadine Coyle          |
| Kyran Thrax    | Elvis Presley         |
| La Voix        | Liza Minnelli         |
| Lill           | Regina Vittoria       |
| Marmalade      | Maria Antonietta      |
| Rileasa Slaves | Rihanna               |

Giudice ospite della puntata è Amanda Holden. Il tema della sfilata è Doctor Who Is She?, dove le concorrenti devono sfoggiare un abito dalle sembianze aliene in omaggio all'omonima serie televisiva. RuPaul dichiara Marmelade e Lill salve, e lascia le altre concorrenti sul palco per le critiche. Chanel O'Conor e Rileasa Slaves sono le peggiori, mentre Kyran Thrax e La Voix sono le migliori della puntata.
- L'eliminazione: Chanel O'Conor e Rileasa Slaves vengono chiamate ad esibirsi con la canzone Something Kinda Ooooh delle Girls Aloud. Rileasa Slaves si salva, mentre Chanel O'Conor viene eliminata dalla competizione.